# (12694) Schleiermacher
(12694) Schleiermacher (1989 EJ6) – planetoida z pasa głównego asteroid okrążająca Słońce w ciągu 5,87 lat w średniej odległości 3,25 j.a. Odkryta 7 marca 1989 roku.